# Monoscutidae
Los monoscútidos (Monoscutidae) son una familia de Opiliones eupnoos con 32 especies distribuidas exclusivamente en Australia y de Nueva Zelanda.
La longitud del cuerpo oscila entre 2 o 3 milímetros (Monoscutinae) y 10 milímetros (Megalopsalidinae). Los quelíceros son muy alargados en los machos de la subfamilia Megalopsalidinae. La mayoría de los monoescútidos son de colores oscuros que van del café al negro. Megalopsalis inconstans es negro con manchas anaranjadas en el caparazón; Acihasta salebrosa es café amarillento con muchos puntos blancos y dorados en el dorso.
La familia Monoscutidae está íntimamente relacionada con la familia Neopilionidae, que también se distribuye únicamente en el Hemisferio Sur.

## Especies
- Megalopsalidinae Forster, 1949

- Megalopsalis Roewer, 1923

- Megalopsalis serritarsus (Sørensen, 1886) Nueva Gales del Sur; Holotipo
- Megalopsalis chiltoni (Hogg, 1910) Nueva Zelanda

- Megalopsalis chiltoni (Hogg, 1910)
- Megalopsalis nigra Forster, 1944 Nueva Zelanda

- Megalopsalis distincta (Forster, 1964) Nueva Zelanda - Auckland Island
- Megalopsalis fabulosa (Phillips & Grimmett, 1932) Nueva Zelanda
- Megalopsalis grayi (Hogg, 1920) Nueva Zelanda
- Megalopsalis grimmetti Forster, 1944 Nueva Zelanda
- Megalopsalis hoggi (Pocock, 1902) Victoria
- Megalopsalis inconstans Forster, 1944 Nueva Zelanda
- Megalopsalis marplesi Forster, 1944 Nueva Zelanda
- Megalopsalis triascuta Forster, 1944 Nueva Zelanda
- Megalopsalis tumida Forster, 1944 Nueva Zelanda
- Megalopsalis turneri Marples, 1944 Nueva Zelanda
- Megalopsalis wattsi (Hogg, 1920) Nueva Zelanda

- Pantopsalis Simon, 1879

- Pantopsalis listeri (White, 1849) Nueva Zelanda; Holotipo
- Pantopsalis albipalpis Pocock, 1903 Nueva Zelanda

Synonyms: Pantopsalis nigripalpis Pocock, 1902
    Pantopsalis nigripalpis spiculosa Pocock, 1902
    Pantopsalis jenningsi Pocock, 1903
- Pantopsalis cheliferoides (Colenso, 1882) Nueva Zelanda
- Pantopsalis coronata Pocock, 1903 Nueva Zelanda

Synonym: Pantopsalis trippi Pocock, 1903
- Pantopsalis johnsi Forster, 1964 Nueva Zelanda - Auckland Island

Synonym: Pantopsalis mila Forster, 1964
- Pantopsalis luna (Forster, 1944) Nueva Zelanda
- Pantopsalis phocator Taylor, 2004 Nueva Zelanda
- Pantopsalis pococki Hogg, 1920 Nueva Zelanda
- Pantopsalis rennelli Forster, 1964 Nueva Zelanda- Campbell Island
- Pantopsalis snaresensis Forster, 1964 Nueva Zelanda - Snares Island

- Spinicrus Forster, 1949

- Spinicrus tasmanicum (Hogg, 1910) Tasmania; Holotipo
- Spinicrus camelus Forster, 1949 Nueva Gales del Sur
- Spinicrus continentalis (Roewer, 1923) Queensland
- Spinicrus minimum Kauri, 1954 Australia
- Spinicrus nigricans Hickman, 1957 Tasmania
- Spinicrus porongorupense Kauri, 1954 Australia
- Spinicrus stewarti Forster, 1949 Victoria
- Spinicrus thrypticum Hickman, 1957 Tasmania

- Monoscutinae Forster, 1948

- Acihasta Forster, 1948

- Acihasta salebrosa Forster, 1948 Nueva Zelanda - Three Kings Islands

- Monoscutum Forster, 1948

- Monoscutum titirangiensis Forster, 1948 Nueva Zelanda

- Templar Taylor, 2008

- Templar incongruens Taylor, 2008 Nueva Zelanda